# Тома Аквински
Тома Аквински (итал. Tommaso d'Aquino; око 1225 — 7. март 1274) био је италијански доминикански редовник и свештеник, филозоф и теолог схоластичке традиције. Познат је као Doctor Angelicus, Doctor Universalis. Аквински је био један од најважнијих католичких теолога. Познат је по свом капиталном, али недовршеном делу Summa Theologica или Summa Theologiae. Оно као и „Против заблуда невјерника“ (Summa contra Gentiles) су признати као врхунска достигнућа средњовековне систематске теологије. Тома Аквински је у свом целокупном опусу настојао да противречности хришћанске догматике превлада путем стварања кохерентне религијске догме. Он се у изградњи хришћанске логике ослања на Аристотелов Органон, а прихвата и Платонову филозофију о доминирајућој идеји над материјом. Као теолог полази од две темељне хришћанске догме: прародитељском греху и вечном испаштању. Као резултат тога темељ његове теолошко филозофске антропологије је спас и пут према спасењу. Такође, заступа колективитет, доминацију над људским родом, а не индивидуални живот појединца.
Аквински се бори против неоплатонских тврдњи о свету које су потекле од Августина и Ибн Сине, који своде човечанство на посматраче света у којем је све прописано и где је све израз Божије воље. Аквински се залаже за Аристотелове тврдње да је човек главни аутор својих дела. Његова синтеза Аристотеловог учења и хришћанског учења постаће главна окосница филозофије католичке цркве.

## Учење
Тома Аквински је живео и писао своја дела у време развијеног феудализма. Тај период се одликује развојем трговине и новчане привреде, доступношћу тековина других народа и опадањем доминантног утицаја католичке цркве.
Аквински је деловао у Паризу, Риму и Напуљу. Био је најчувенији класични поборник природне теологије. За Аквинског, теологија као наука о нужном бићу бога надређена је филозофији као науци о коначном бићу створених ствари. Тома Аквински сматра Аристотела врхунцем знања у свим питањима спознаје природе (назива га једноставно Филозоф), а изван њега остају само питања о натприродним стварима. Тома жели прилагодити његову филозофију како би она била примерена за објашњења истина објаве и догми цркве. Изградио је строг логички систем примерен хришћанском тумачењу света. Томин систем представља врхунац сколастике. Он обнавља јединство ума и вере, знања и објаве, тврдећи да истина не може противречити истини, истина ума не може противречити истини вере. Основао је томистичку школу филозофије. Првобитно је његово учење наишло на оптужбе, но касније су све повучене - доминиканци га прво прихватају за свог учитеља, а касније постаје и признати учитељ Католичке цркве. Томизам је дуго времена представљао примарни филозофски приступ Католичке цркве.
Тома Аквински је био велики познавалац и поштовалац Аристотеловог учења. Сматрао је да је монархија најбољи облик државног уређења јер је најефикаснија, док је тиранија најгора. Стога је народу признавао могућност и право на побуну против тираније, па и убиство тиранина (тираницид). Пошто световна власт може да се изопачи, он је предност дао духовној, тј. црквеној власти.
Католичка црква га сматра својим највећим теологом, и једним од тридесет и три доктора цркве. Многе институције су назване по њему. Касније је проглашен за светитеља.

## Гносеологија
У својој гносеологији (теорији спознаје), Тома Аквински се залаже за Аристотелове тврдње да сазнање подразумијева извјесну сличност између онога који сазнаје и онога што се сазнаје, из чега следи да сазнање почиње чулном перцепцијом.

## Социјална мисао
Тома Аквински је у потпуности валоризирао грчку филозофију, посебно Аристотелову логику, теорију Платона и Плотина о општем добру и непокретном покретачу, те то прилагодио хришћанском учењу. Његова стајалишта дала су посебан допринос у профилирању хришћанских догми које је створио у 13. веку. У епохи зрелог феудализма његово учење ће постати званично учење Католичке цркве 1870 године.
Такође је развио, када је ријеч о држави, теорију суверенитета, где народ добровољно преноси одређена овлашћења на сувереног краља, монарха. Ову његову теорију народног суверенитета, преузеће неки теолози, фрањевци и протестанти и развиће је у политички систем, у један кохерентан теоријско-политички систем. Мада се залагао за теорију народног суверенитета у борби између римског папинства и световних владара, Тома је стајао на страни папинства, теократског апсолутизма.
За разлику од Аурелија Аугустина, он друштво посматра као статичан, затворен систем понављања једног те истог. Ако је на делу друштво као затворен систем, непромењив, оно нема одређену перспективу, те је његова визија света романтичарско-песимистички обојена.
Аналогно Аристотелу он човека посматра као друштвено биће, он је каузално и нужно по својој природи везан за друштво, а његова друштвеност се испољава кроз сферу језика, културе, обичаја и традиције. Аналогно Аристотелу, према њему фундамент, задатак државе је да производи врлине, из овог темељног задатка произилазе све друге функције државе.
Овоземаљска држава није ништа друго него припрема појединаца, хришћана за оноземаљску државу. Држава је, дакле, средство за реализацију неке више сврхе, а то јест пут спасења.
Из овог се да извући закључак, да Тома Аквински даје примат и владавину цркве над државом. У ствари код њега, пошто је све до ренесансе, религија тотално владала целокупним светом социјалног живота, држава и религија се изражавају као друга страна или облик саме државе. Држава није ништа друго, него само једна од теолошких форми религије. Тако држава има превасходно религијско, теолошко одређење и сврху.

## Дела
Главна дела су му:
- Summa theologiae
- Summa contra Gentiles

## Почасти
- Дана 18. јула 1323. године папа Јован  прогласио га је свецем у Авињону.
- Дана 15. априла 1567. године папа Пије V проглашава Тому научитељем цркве (Doctor ecclesiae).
- Дана 4. августа 1880. године папа Лав XIII проглашава Тому небеским заштитником филозофских и теолошких наука.
- Дана 13. септембра 1980. године папа Јован Павле II проглашава Тому научитељем човечности (Doctor Humanitatis).

### О његовој мисли
- „Thomas Aquinas”. Internet Encyclopedia of Philosophy.
- „Aquinas: Metaphysics”. Internet Encyclopedia of Philosophy.
- „Aquinas: Moral Philosophy”. Internet Encyclopedia of Philosophy.
- „Aquinas: Political Philosophy”. Internet Encyclopedia of Philosophy.
- „Aquinas: Theology”. Internet Encyclopedia of Philosophy.
- Тома Аквински на сајту Find a Grave (језик: енглески)
- 2009

### Дела Томе Аквинског
- Тома Аквински на сајту Пројекат Гутенберг (језик: енглески)
- Тома Аквински на сајту Internet Archive (језик: енглески)
- Тома Аквински на сајту LibriVox (језик: енглески)